# باينفيو (جورجيا)
باينفيو (بالإنجليزية: Pineview, Georgia)‏ هي بلدة تقع في مقاطعة ويلكوكس، جورجيا بولاية جورجيا في الولايات المتحدة. تبلغ مساحتها 5.1 (كم²)، وترتفع عن سطح البحر 89 م، بلغ عدد سكانها 532 نسمة في عام 2000 حسب إحصاء مكتب تعداد الولايات المتحدة وتصل الكثافة السكانية فيها 104.3 نسمة/كم2.

## أعلام
- نيك مارشال

## وصلات خارجية
- The US50 - Cities and Towns in Georgia State
- Georgia Cities and Towns, Facts, Map, Flag, Colleges, Government, and More